# Zając apeniński
Zając apeniński (Lepus corsicanus) – gatunek ssaka z rodziny zającowatych (Leporidae) występujący endemicznie we Włoszech.

## Taksonomia
Pierwszy raz gatunek ten opisał w 1898 roku brytyjski zoolog William Edward de Winton na podstawie okazów z Korsyki. Później uznano go za podgatunek zająca szaraka lub zająca płowego. Dopiero od niedawna, dzięki wstępnym obserwacjom morfologicznym począwszy od lat 80. XX wieku po analizy morfometryczne oraz do analizy mitochondrialnego DNA, uczeni doszli do wniosku, że jest to gatunek bardzo odrębny od zająca szaraka, od którego taksonu został oddzielony około trzech milionów lat temu.
Zarówno analiza mitochondrialnego, jak i jądrowego DNA wykazała, że zając apeniński jest blisko spokrewniony z zającem kantabryjskim, dzieląc nie tylko podobieństwa genetyczne, ale także cechy fenotypowe i właściwości niszy ekologicznej. Uważa się, że oba gatunki miały wspólnego przodka w późnym plejstocenie, mającego duży zasięg w Europie oraz rozdzielenie się dwóch różnych schronień na Półwyspie Iberyjskim i Apenińskim w wyniku zmian klimatycznych.

## Morfologia
Długość ciała (bez ogona) 550–610 mm, długość ogona 70–120 mm, długość ucha 90–100 mm, długość tylnej stopy 124–141 mm; masa ciała 3,5–5 kg.
Zając apeniński z wyglądu i ubarwienia jest bardzo podobny do zająca europejskiego, ale ma stosunkowo smuklejszą sylwetkę, zaś długość głowy do tułowia, tylne łapy i uszy są proporcjonalnie dłuższe. Ze względu na opisane cechy morfologiczne uważa się, że zając włoski ma lepszą zdolność termoregulacji i większą adaptację do gorącego klimatu środowisk śródziemnomorskich w porównaniu z zającem szarakiem. Nie występuje dymorfizm płciowy. Ubarwienie sierści różni się od koloru zająca europejskiego ze względu na bardziej płowe odcienie, szczególnie na udach i zadzie, gdzie dalsza część włosa jest żółtawa, a nie szarawa. Właśnie na podstawie niektórych cech sierści można rozróżnić dwa różne gatunki; ogólnie najbardziej rozpoznawalny charakter jest reprezentowany przez spójny biały obszar na brzuchu, który u zająca apenińskiego sięga do zewnętrznej strony tylnych nóg i z tego powodu jest również określany we włoskiej gwarze myśliwskiej mianem zająca półksiężyca. U zająca apenińskiego uda i zad są czerwono-ochrowo-brązowe, gdy u zająca szaraka te części ciała są szarawo-brązowe. Kark i grzbietowa część szyi są antracytowo-szare, w przeciwieństwie do zająca szaraka, u którego są czerwonobrązowe, z wyjątkiem najmłodszych osobników.

## Zasięg występowania
Do lat trzydziestych XX wieku gatunek ten rozprzestrzeniał się praktycznie w sposób ciągły w środkowo-południowych Włoszech, począwszy od wyspy Elba, na Sycylii, a także na Korsyce. Po wprowadzeniu w celach łowieckich zająca szaraka na większą część półwyspu, populacja tego gatunku uległa znacznej fragmentacji, z izolowanymi populacjami w różnych niegdyś skolonizowanych regionach i ciągłym występowaniem jedynie w środowiskach wyspiarskich, gdzie kongener nie zdążył przybyć. Sytuacja korsykańskiej populacji gatunku, niedawno odkrytej na nowo, jest obecnie mało znana, nawet jeśli przeważa w pozyskaniach myśliwskich w porównaniu z pozostałymi dwoma obecnymi gatunkami zajęcy.

### Siedliska
Zając apeniński występuje we wszystkich dostępnych środowiskach, wydaje się preferować obszary z naprzemiennymi lasami, zaroślami śródziemnomorskimi i terenami otwartymi, w tym terenami uprawnymi. Występuje również powszechnie na łąkach górskich w Apeninach. Aktualne znane rozmieszczenie opisano w czasopiśmie Bollettino. Museo Regionale di Scienze Naturali w 2014 roku.

## Ekologia

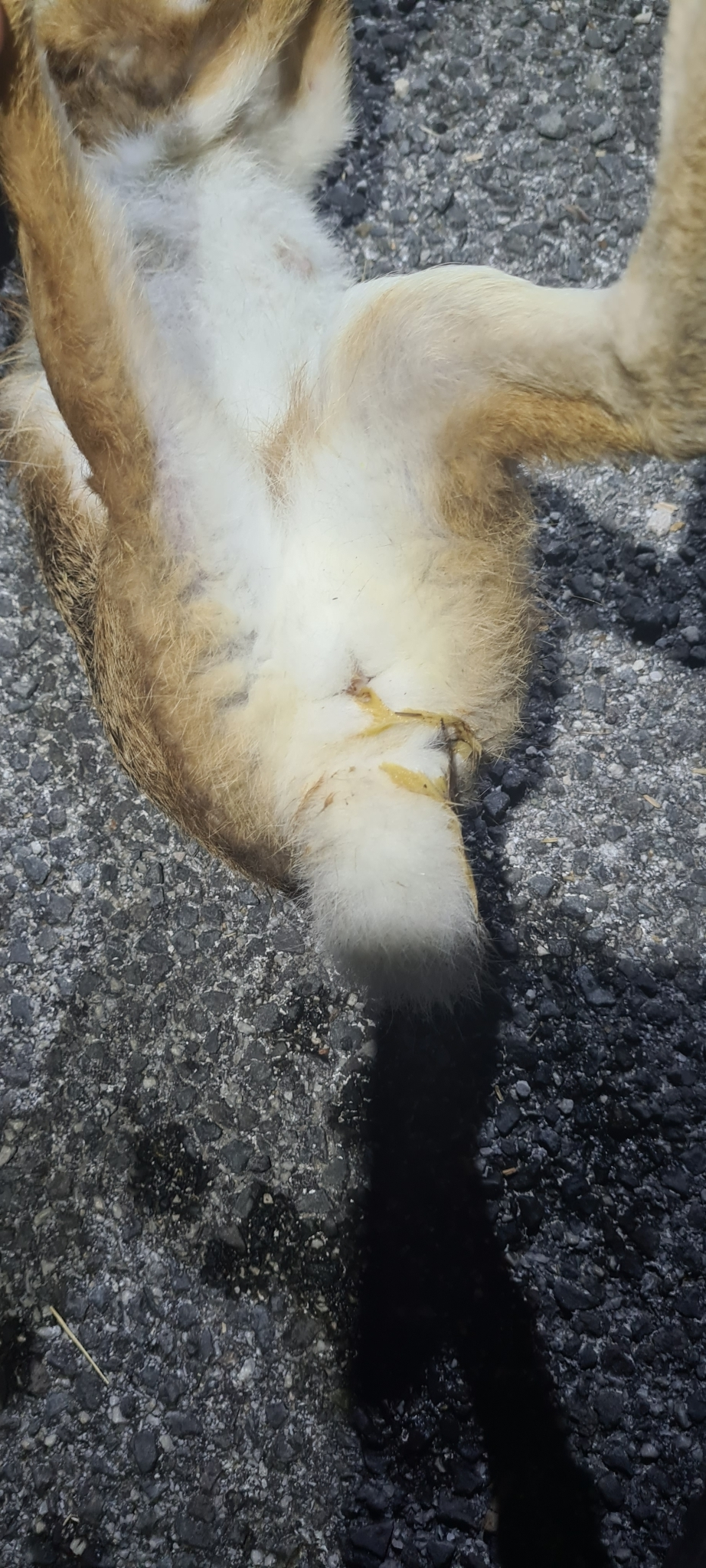
Odbyt zająca apenińskiego.

Niewiele wiadomo na temat zwyczajów tych zwierząt, gdyż do niedawna uważano je za podgatunek zająca europejskiego i dlatego nie badano ich wyczerpująco na korzyść badań nad zachowaniem gatunku jako całości: uważa się jednak, że jego zwyczaje mają charakter reprodukcyjny i behawioralny, nie różnią się zbytnio od kongenerów, z którymi często są mylone, zwłaszcza przez myśliwych.

## Ochrona
Włoscy przyrodnicy podkreślają wymóg rygorystycznej ochrony zająca apenińskiego, argumentując iż jest to gatunek o ograniczonym zasięgu i nadal istnieje bardzo niewielka wiedza na temat jego biologii, ekologii i faktycznego rozmieszczenia. Jak podkreślono w badaniu przeprowadzonym w Lacjum w 2011 roku, występujące tam populacje są fragmentaryczne i izolowane, czasami mają charakter reliktowy i występują w bardzo małych zagęszczeniach, z wyjątkiem niektórych populacji, takich jak populacja z okolic Tolfy. Zwrócono uwagę na hybrydyzację zająca apenińskiego z zającem szarakiem, co stwarza poważne ryzyko dla zachowania rodzimych genów tego włoskiego gatunku endemicznego. Najnowszą wiedzę na temat biologii tego gatunku uzyskano podczas ogólnowłoskiego seminarium na temat ochrony gatunku.
W latach 90. XX wieku zawodowi myśliwi polujący na Korsyce byli jednymi z pierwszych, którzy w wyniku spadku tamtejszych populacji zajęcy wezwali do dwuletniego moratorium na polowania na zające.